# Burden (film)
Pour les articles homonymes, voir Burden.
Pour plus de détails, voir Fiche technique et Distribution.
Burden est un film dramatique américain écrit et réalisé par Andrew Heckler, sorti en 2018. Inspiré par des événements réels, il est présenté en première au festival du film de Sundance 2018.
Le film, produit par Robbie Brenner, met en vedette Garrett Hedlund, Forest Whitaker, Andrea Riseborough, Tom Wilkinson, Tess Harper et Usher.

## Synopsis
Mike Burden (Garrett Hedlund), membre du Ku Klux Klan tente de quitter l’organisation, après avoir rencontré une femme (Andrea Riseborough) dont il tombe amoureux. Il sera l’objet de menaces de la part de l’organisation. Il trouvera refuge dans une église baptiste afro-américaine, la New Beginning Missionary Baptist Church de Laurens (Caroline du Sud), dirigée par le révérend David Kennedy (Forest Whitaker) .

## Fiche technique
- Titre original : Burden
- Réalisation et scénario : Andrew Heckler
- Photographie : Jeremy Rouse
- Montage : Julie Monroe
- Musique : Dickon Hinchliffe
- Pays d'origine : États-Unis
- Langue originale : anglais
- Format : couleur
- Genre : drame
- Durée : 129 minutes
- Dates de sortie :
  - États-Unis : 21 janvier 2018 (festival du film de Sundance 2018), 28 février 2020 (en salles)

## Distribution
- Garrett Hedlund (VF : Marc Arnaud) : Mike Burden
- Forest Whitaker (VF : Thierry Desroses) : le révérend Kennedy
- Andrea Riseborough (VF : Marie Tirmont) : Judy
- Tom Wilkinson (VF : Philippe Catoire) : Tom Griffin
- Usher (VF : Eilias Changuel) : Clarence Brooks
- Crystal R. Fox (VF : Virginie Emane): Janice Kennedy
- Dexter Darden (VF : Jonathan Gimbord) : Kelvin Kennedy
- Austin Hébert : Clint
- Taylor Gregory : Franklin
- Tess Harper (VF : Blanche Ravalec) : Hazel Griffin
- Devin Bright : Duane Brooks
- Joshua Burge : Ronny
- Anna Colwell : Molly
- Bryan Hibbard (VF : Thibaut Lacour) : Gus
- Jessejames Locorriere (VF : Thibaut Lacour) : Dale
- Jason Davis : Jameson
- Fiona Domenica : Elmer
- Charles Black (VF : Rody Benghezala) : Alvin

 Source et légende : version française (VF) sur RS Doublage